# 杨东平
杨东平（1956年10月—），江苏宜兴人，中华人民共和国政治人物。

## 生平
毕业于武汉大学。1989年5月至2003年9月，历任交通银行武汉分行证券业务部副经理，信贷处副处长、处长，国际业务部总经理、副行长、行长。2003年9月至2007年9月，任交通银行香港分行副总经理、总经理。2007年6月，任交通银行首席风险官，主要负责统筹管理市场风险、信用风险和操作风险。2017年2月24日，经中共中央批准，中共中央纪委对杨东平严重违纪问题进行了立案审查，后决定给予开除党籍。后银监会主席助理杨家才牵连被查；同年被判终身不得在银行业金融机构工作。